# 易劍泉
易劍泉（1896年—1971年），廣東鹤山人，中国廣東音樂作曲家、演奏家。

## 生平
易剑泉是廣東鶴山縣玉橋鄉人。1924年，在北京期間向梅蘭芳和歐陽予倩學習京劇。1928年與歐陽予倩、唐槐秋、嚴公尚等人在廣東成立廣東戲劇研究所，1931年於荔枝灣畔成立的雅集。
曾於1930年代在國民政府外交部任職，作為外交人員代表國民政府從德國、日本等領事簽署接收廣州沙面租界的外交文件。
1940年代於香港組織「正風社」
1960年代遷居中國，曾任廣州音專民樂系主任。

## 素社
1931年於荔枝灣畔成立的雅集，搭竹棚為舍，名為「倚瀾堂」，以切磋琴棋書畫。其中逢星期六晚的免費音樂會吸引廣東音樂、曲藝名家參與，包括呂文成、梁以忠、張瓊仙、蔡保羅、陳文達、邵鐵鴻、蘇蔭階、錢大叔、葉孔昭、陳雲裳、紫羅蘭、李願聞、劉天一、楊升傑、葉舒鵬、王文友、賴壽山、麥葆琛等。
其後素社遷於易劍泉及妹夫於廣州河南小港購地建城的太原別墅。該地以「素社」命名的地方沿用至今，有素社街道、素社新村、素社直街等。

## 正風社
1940年代遷居香港，曾組織「正風社」，成員有巢昭豪、陳宇昭、周鑑鈞、李壽鑒、林漢章、羅洪、劉滔、馬祥、蘇鳴鳳等，與盛獻三、呂振原、嚴保羅、馬師曾、紅線女、盧家熾、崔凌霄合作過。曾為香港電影《不如歸》（1954年）、《孔雀東南飛》（1956年）創作插曲。

## 著名學生
- 陳雲裳
- 紫羅蘭
- 張瓊仙
- 陳笑風
- 芳艷芬

## 主要作品
- 《鳥投林》
- 《小涼州》
- 《長門月》
- 《如花美眷》
- 《春到人間》
- 《春》
- 《夏》
- 《秋》
- 《冬》
- 《大軍啟行》
- 《萬紫千紅》
- 《歌唱三元里》
- 《歐陽海》
- 《焦裕祿》
- 《悼念馬口英雄》